# 老派新派神学之争
老派新派神学之争是导致 1837 年美国长老会分裂并持续了 20 多年的争议。

## 老派神学
一个典型的例子是普林斯顿神学院的查尔斯·贺智。他们遵循保守的神学，不支持大觉醒。这是基于威斯敏斯特信条的正统加尔文主义路线。

## 新派神学
新派神学源于新英格兰公理会神学家乔纳森·爱德华兹、撒母耳·霍普金斯和约瑟夫·贝拉米对加尔文主义的重新诠释，并完全拥抱奋兴运动。尽管他们之间存在很多差异，但爱德华兹派的加尔文主义者通常根据他们对上帝、人和圣经的理解，拒绝了他们所说的“旧加尔文主义”。